# Outsides
Outsides war ein Streetart-Projekt in Wuppertal, Nordrhein-Westfalen, das nach längerer Vorbereitung im August 2006 in einer corporate streetart attack vollendet wurde. An dem von Red Bull gesponserten Projekt beteiligten sich rund zwanzig Urban-Art-Künstler und Fotografen aus aller Welt, darunter der Italiener Blu, die brasilianischen Brüder Os Gêmeos mit Nina, der Franzose JR und Martha Cooper, eine US-amerikanische Fotojournalistin.
Das Ziel der nicht angemeldeten Aktion, die teils bei Nacht und Nebel durchgeführt wurde, bestand darin, Kunstwerke im Stadtgebiet zu platzieren und einer überraschten Wuppertaler Bevölkerung zu präsentieren. Die Graffiti, Wandbilder und Installationen wurden über das gesamte Stadtgebiet verteilt und bezogen die denkmalgeschützte Schwebebahn mit ein. Die Werke der Künstler wurden zum Teil als makaber und morbide charakterisiert und führten in Wuppertal zu hitzigen Diskussionen, was Kunst ist und wie weit sie in den öffentlichen Raum eindringen darf.
Besonders bekannt wurde aus dem Outsides-Projekt die Armee der verlorenen Seelen, die Os Gêmeos & Nina in dem verlassenen Eisenbahntunnel Rott malten und die in der Fotoausstellung Kunst, die auf der Strecke bleibt im Jahr 2010 gesondert dokumentiert und vorgestellt wurde. Noch im gleichen Jahr wurde das Kunstwerk auf Initiative des gemeinnützigen Vereins Wuppertalbewegung aus stadtplanerischen Gründen (Umwandlung der 22 km langen Trasse der stillgelegten Wuppertaler Nordbahn zu einem Fuß- und Radweg) vernichtet.

## Vorbereitung, Ziele und Akteure

### Projektziel und Wahl Wuppertals

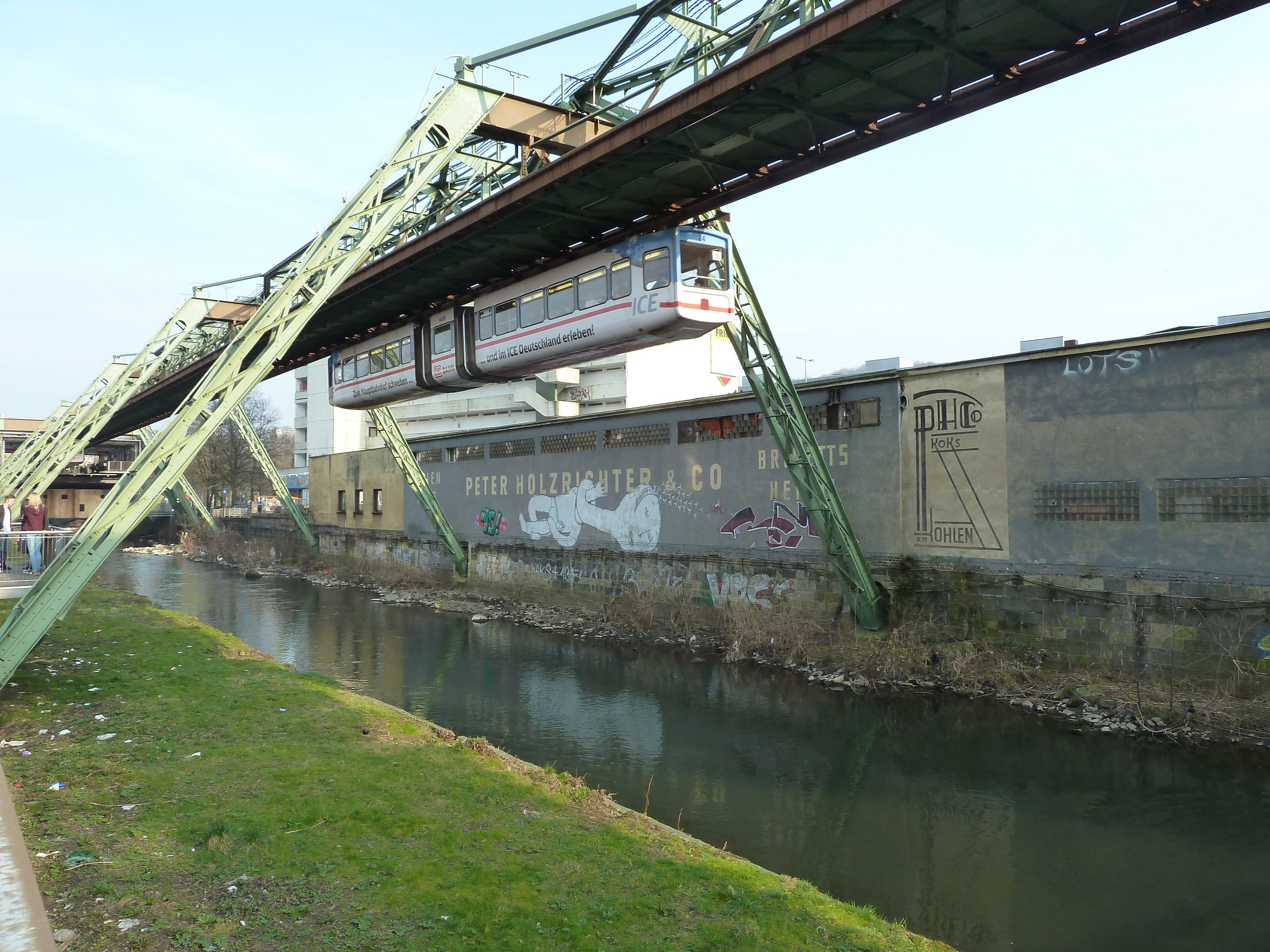
Schwebebahn und Wandbild des Künstlers Blu an der Wupper (siehe unten)

Vor dem Hintergrund, dass Streetart in der Regel nicht als Kunst wahrgenommen werde, stellten die Initiatoren die Frage: Wie könnte man Streetart in ihrer – auch illegalen – Ursprünglichkeit und in ihrem speziellen Aktionsraum so organisieren, dass sie für eine breitere Öffentlichkeit als Kunst wahrnehmbar und im öffentlichen Raum akzeptabel wird? Ein Team aus Kunstexperten und Graffiti-Artisten beschäftigte sich über ein Jahr mit der Diskussion und Umsetzung der Ausgangsfrage und einigte sich auf eine groß angelegte „Ausstellung“ im öffentlichen Raum. Nach Angabe des Streetartisten Blu diente das Berliner Festival Backjumps – The Live Issue #2 aus dem Jahr 2005 als Vorbild. Auf dem in Zusammenarbeit mit dem Kunstraum Bethanien noch ohne Sponsoren durchgeführten zweiten Backjumps-Festival waren von den Wuppertaler Teilnehmern bereits die Künstler Akim, Brom, JR, Os Gêmeos & Nina, Zasd und ZEVS vertreten. Nach der Klärung des Ziels suchten die Beteiligten eine geeignete Stadt für die Ausführung der Aktion. Die gesuchte Stadt sollte vier Kriterien erfüllen:
- interessante städtebauliche Struktur
- industriell geprägte Urbanität
- gelegen im Randbereich einer Metropolregion
- außergewöhnliche kulturelle Struktur.

Die Projektteilnehmer einigten sich auf Wuppertal, da die Stadt, gelegen am Rand der Metropolregion Rhein-Ruhr, mit ihren rund 350.000 Einwohnern, mit ihrer Industriegeschichte nebst Schwebebahn und mit ihren kulturellen Einrichtungen und Denkmälern den Vorgaben entsprach.

### Aktionsquartier Villa Herberts und vorbereitende Workshops

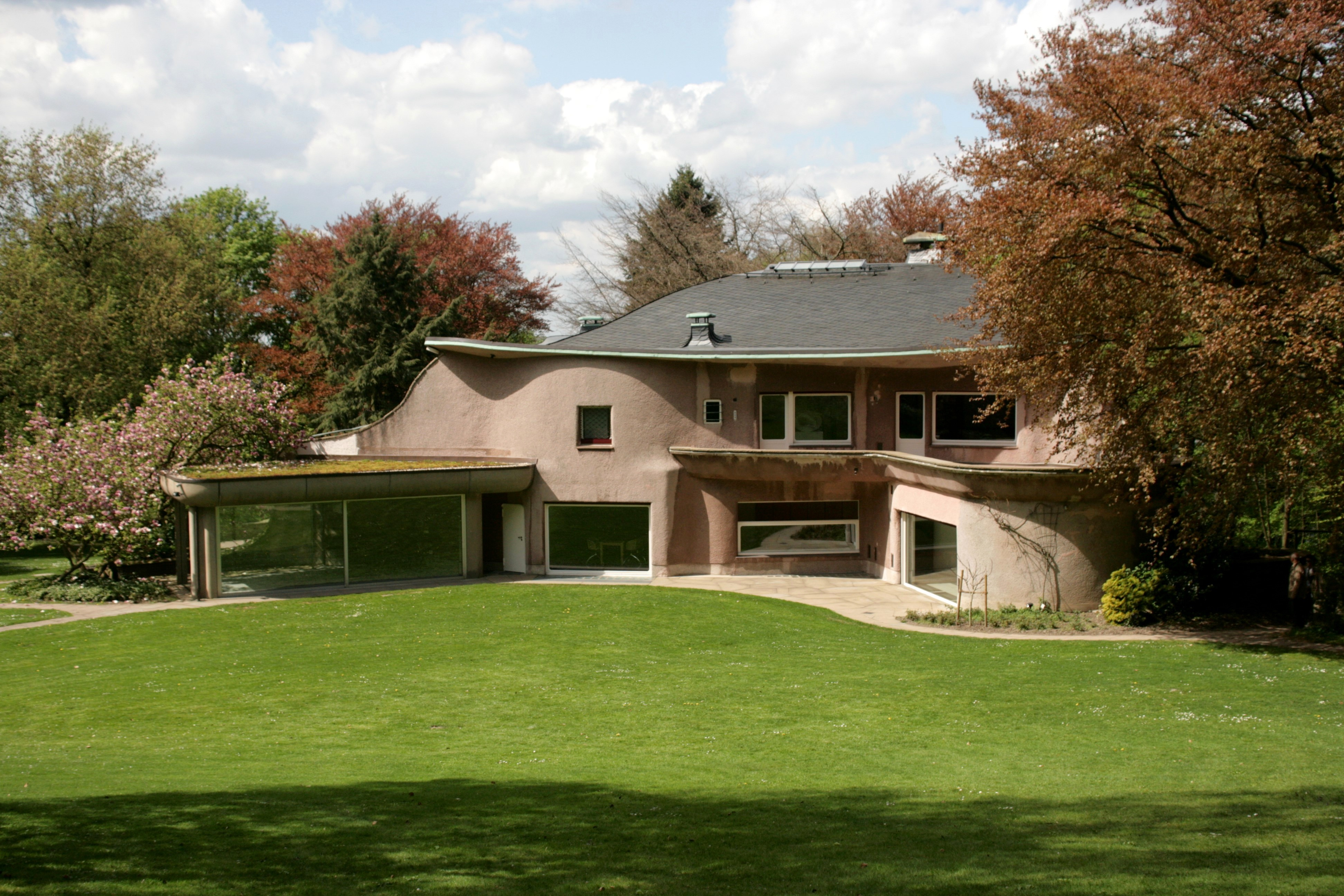
Villa Herberts, Künstlerquartier und Aktionszentrale

Als Quartier und spätere Aktionszentrale mietete die Projektleitung im Januar 2006 die zuvor lange leerstehende Villa Villa Herberts (auch: Villa Waldfrieden) an und ließ sie nach den Projekterfordernissen generalüberholen und einrichten. Das denkmalgeschützte Haus erschien den Initiatoren als ideale Unterkunft, da bereits der Erbauer Kurt Herberts ein Kunstsammler und -förderer war. Maßgeblich am Aufbau zweier Waldorfschulen in Wuppertal beteiligt, hatte Herberts seine Villa im Stil der organischen Architektur gemäß seinen anthroposophisch geprägten Vorstellungen bauen lassen. Zudem gelegen in einem großen Park, dem heutigen Skulpturenpark Waldfrieden, erachteten die Organisatoren die Atmosphäre des Hauses und der Umgebung als förderlich für den kreativen Austausch der Künstler.
Zentraler Bestandteil der weiteren Vorbereitungen waren zwei Workshops im März und April 2006, zu denen die Initiatoren 22 Künstler, die eine breite Palette der Urban-Art abdeckten, in die Villa Herberts einluden. Inwieweit die Künstler bereits zu diesem Zeitpunkt wussten, dass Red Bull das gesamte Projekt sponserte, ist unklar. Sicher dürfte sein, dass der Getränkekonzern inhaltlich weder in die Vorbereitungen noch in die späteren Aktionen eingriff. Die „Ausstellung“ im öffentlichen Raum, also die Ausführung des Projektziels in Form der Streetart-Attacke, erfolgte zwischen dem 11. und 17. August 2006. In diesem Zeitraum bezog das gesamte Team erneut die Villa Herberts.

### Künstler, Guerilla-Marketing und Red Bull
Neben den Projektmanagern und einigen Fotografen waren die Künstler Akim, Brom, Mare 139, Blu, JR, Kami & Sasu, Mr. Horse, Nixfitti (Kollektiv), Os Gêmeos & Nina, Dr. Innocent, Zasd und ZEVS beteiligt. Das Sponsoring Red Bulls zielte darauf ab, mit dem Überraschungseffekt des Guerilla-Marketings die Markenbindung seiner jungen urbanen Zielgruppe über positive Erlebnisse zu stärken. Allerdings trat Red Bull nicht direkt in Erscheinung und verzichtete im Gegensatz zu den gängigen Guerilla-Marketing-Aktionen beispielsweise darauf, das Firmenlogo in die Kunstkampagne zu integrieren. Der Name trat erst in der späteren Vermarktung als OUTSIDES. A Red Bull street art procect deutlicher in Erscheinung. Das Marketing erfolgte subversiv, die Werbebotschaft bestand nach Darstellung Leibls letztlich in der Darstellung als nicht-konformistisches Unternehmen, in der Identifikation des Unternehmens mit der nonkonformistischen Kunstaktion. Das überwiegend konsum- und gesellschaftskritische Selbstverständnis der Streetart-Akteure wurde als abgrenzendes Gut zur Identifikationsstiftung instrumentalisiert.
Nach Angabe der – gleichfalls von Red Bull geförderten – Dokumentation des Gesamtprojekts (siehe unten) verheimlichten die Künstler nicht, dass sie im Auftrag eines großen Wirtschaftsunternehmens tätig und für ihren Spaß finanziert wurden. Demgegenüber stellte die Westdeutsche Zeitung (WZ) in einem Beitrag vom 6. Mai 2008 fest: Wie sich erst Wochen nach der Aktion herausstellte, war die Wuppertaler Guerilla-Kunst von Redbull gesponsert worden. Die Kuratoren meldeten sich bei der WZ und beklagten selbstkritisch die Kommerzialisierung des Projekts.

## Werke und Aktionen (Beispiele)
In der finalen Aktionswoche zwischen dem 11. und 17. August 2006 arbeiteten die Künstler nahezu Tag und Nacht in der Stadt und in der Villa Herberts. In der Villa waren sämtliche Räume für Planungen und Vorbereitungen der Werke belegt. Für die Fahrten in das Zentrum der Stadt und zur Ausführung ihrer Arbeiten stand den Künstlern eine Fahrzeugflotte aus PKWs und Kleintransportern zur Verfügung. Enthusiastisch resümierte die offizielle Web-Projektseite: As Wuppertal rose back to life on the morning of August 18, works of art were to be found all over the city. The city had turned into an exhibition space. (Als Wuppertal am Morgen des 18. August erwachte, waren überall in der Stadt Kunstwerke zu finden. Die Stadt hatte sich in einen Kunstraum verwandelt.) Der Berliner Dr. Innocent hatte beispielsweise Bürgersteige, Treppen, Parkbänke, Parkmauern, Laternen und Müllkästen in unschuldiges Weiß getüncht. Dahinter stand die provokante Frage an die Wuppertaler, ob Weiß nun sauber oder schmutzig ist. Zu den Skulpturen, Installationen, Graffiti, Wandbildern und Aktionen gehörten ferner unter anderem:

### Os Gêmeos & Nina: Armee der verlorenen Seelen

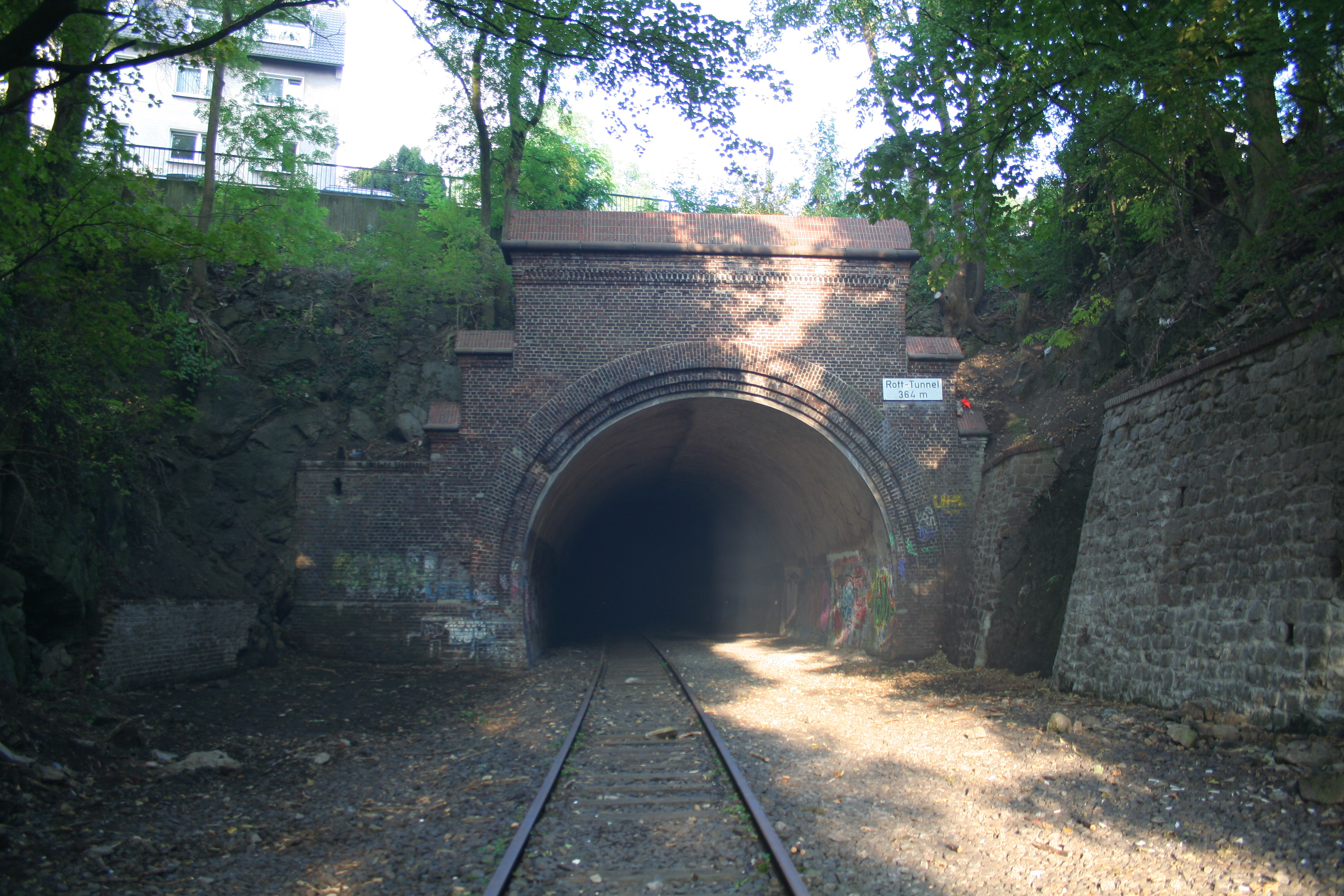
Der Rott-Tunnel

Als eins der eindrucksvollsten Werke des Outsides-Projekts gilt die Armee der verlorenen Seelen der drei brasilianischen Streetartisten, die zu dritt als „Os Gêmeos & Nina“ auftreten. Nina Pandolfo ist mit Otavio Pandolfo, einem der beiden Os-Gêmeos-Zwillinge, verheiratet. Ihr Wuppertaler Hauptwerk schufen sie in der Dunkelheit des stillgelegten Rotter Tunnels. Wandbilder mit dreißig menschengroßen Gestalten zeigten Frauen, Männer und Kinder als traurige Kreaturen, deren Trostlosigkeit und Verlorenheit die düstere Atmosphäre des alten Tunnels eindrucksvoll in Szene setzte. Die Figuren mit den für Os Gêmeos typischen gelbstichigen Gesichtern und dürren Gliedmaßen sowie den Nina-typischen großäugigen, knallbunten Mädchen sollten das Grauen des Zweiten Weltkriegs spiegeln.
Unter der Schlagzeile Kunst einfach weggefräst berichtete die Rheinische Post, dass das Kunstwerk im Jahr 2010 auf Initiative des gemeinnützigen Vereins Wuppertalbewegung aus stadtplanerischen Gründen (Umwandlung der 22 Kilometer langen Trasse der stillgelegten Wuppertaler Nordbahn zu einem Fuß- und Radweg) vernichtet wurde. Die Zeitung konstatierte, dass sich die städtischen Verantwortlichen nicht mit diesem eindrucksvollen Werk identifizieren konnten und kommentierte: Sicher ist, dass sich die Gestalter der Nordbahntrasse mit dem Entfernen der Bilder um eine touristische Attraktion gebracht haben. Im Jahr 2007 machten zwei Wuppertaler Fotografen Bilder jeder Figur. Die Bilder wurden im Frühjahr 2010 in der Universität Wuppertal als dokumentarische Fotoausstellung Kunst, die auf der Strecke bleibt präsentiert. Eine Ausstellung im Haus der Jugend am Geschwister-Scholl-Platz zeigte eine Installation von Os Gêmeos (The Guitar, Mixed media) und ein Werk von JR (Actor, Project Face 2 Face).

### Blu: Gollum und Broschüren
Den Italiener Blu zählt das Goethe-Institut Madrid zu den international bedeutendsten und kritischsten Street-Artisten des Muralismus. Blu schuf in der Aktionswoche auf Wuppertaler Hausfassaden und Mauern fünf Wandbilder mit seinen charakteristischen, skurrilen menschlichen Figuren. Vier Bilder trug er in der von ihm bevorzugten unbunten Farbe Weiß auf, ein Werk war in pinkfarbenem Grundton gehalten. Zwei Werke sind mit Stand März 2015 noch erhalten. Eins der noch vorhandenen Werke befindet sich in Unterbarmen auf einer der Wupper zugewandten Mauerseite mit der Firmenaufschrift Peter Holzrichter & Co. Das Bild zeigt eine auf dem Rücken liegende Kreatur mit Unterhemd und Unterhose, deren Arm sich in einem überlangen Hals verheddert. Der Kopf ist mit zwei Gesichtern ausgeführt. Hinter einem deprimierten menschlichen Gesicht erscheint ein abgeflachtes, fischähnliches Gesicht mit einem breiten Maul mit Barten, durch die das Wesen einen Strom von Kleintieren filtert. In der Projekt-Dokumentation interpretiert Jörg Rohleder die bemitleidenswerte Figur als Gollum/Sméagol. Die gespaltene Persönlichkeit Gollum/Sméagol ist eine der Hauptpersonen in Tolkiens Roman Der Herr der Ringe.

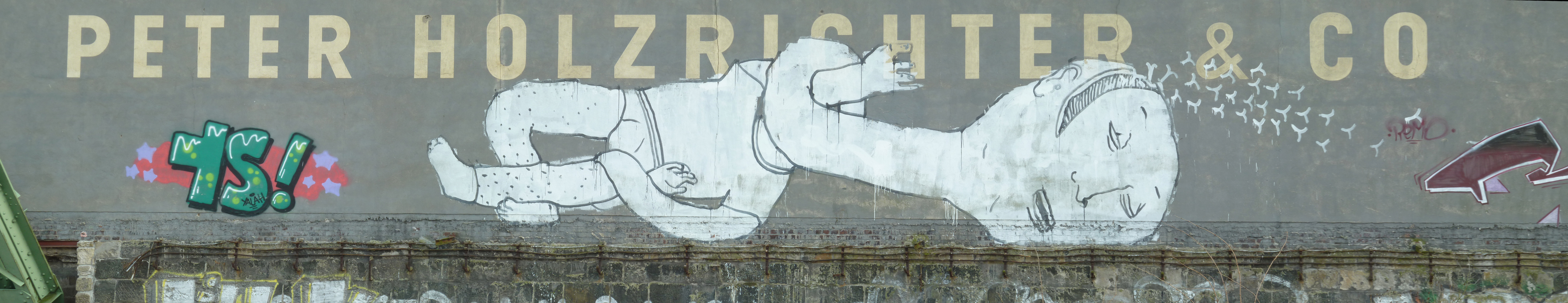
Eins der beiden sehr wahrscheinlich mit Stand März 2015 letzten noch erhaltenen Werke des Outsides-Projekts im öffentlichen Raum: die Gollum-Figur des italienischen Streetart-Künstlers Blu an der Wupper.

In den drei anderen weißfarbenen Wandbildern thematisierte Blu die von der Sehnsucht nach „ihrem Schatz“ (dem einen Ring) aufgezehrte und zerrissene Person ebenfalls. Auf einer Hausfassade in der Ritterstraße in Unterbarmen stellte er die Figur mit einem vergrößerten, schneckenhausähnlichen Rücken dar, in dem sich ein vergitterter Hohlraum befand, in dem eine der beiden Persönlichkeiten Gollums/Sméagols eingesperrt war. Die Augen hatte sich das aus dem Auenland verstoßene Wesen verzweifelt ausgerissen, konnte sie aber nicht loswerden, da sie noch mit Bändern mit den leeren Augenhöhlen verbunden waren. Eine kleine Figur, der Hobbit Frodo Beutlin, zerrte am Rücken Gollums und versuchte, die Kreatur vor der Selbstzerstörung zu bewahren. Hinter Frodo stand Sam Gamdschie, der seine Hände um Frodos Hals gelegt hatte, um ihn zu erwürgen – eine Anspielung auf die zeitweilige Zwietracht, die Gollum zwischen den beiden Gefährten gesät hatte. Die Fassade wurde inzwischen komplett neu angestrichen, sodass das Wandbild verschwunden ist.
Zudem produzierte Blu für die Aktion sechstausend textlose Broschüren mit seinen Zeichnungen, die er in Kartons an Haltestellen und Straßenecken zum Mitnehmen abstellte. Blu bezeichnete die Verteilung als eine Art von „street art take-away“ exhibition und teilte in einem Interview mit: The magazines were completely anonymous and I think most of people will never know that I did it. (Die Magazine waren total anonym und ich denke, die meisten Menschen werden nie erfahren, dass sie von mir kamen.)

### JR: Jeder Wuppertaler ein Star

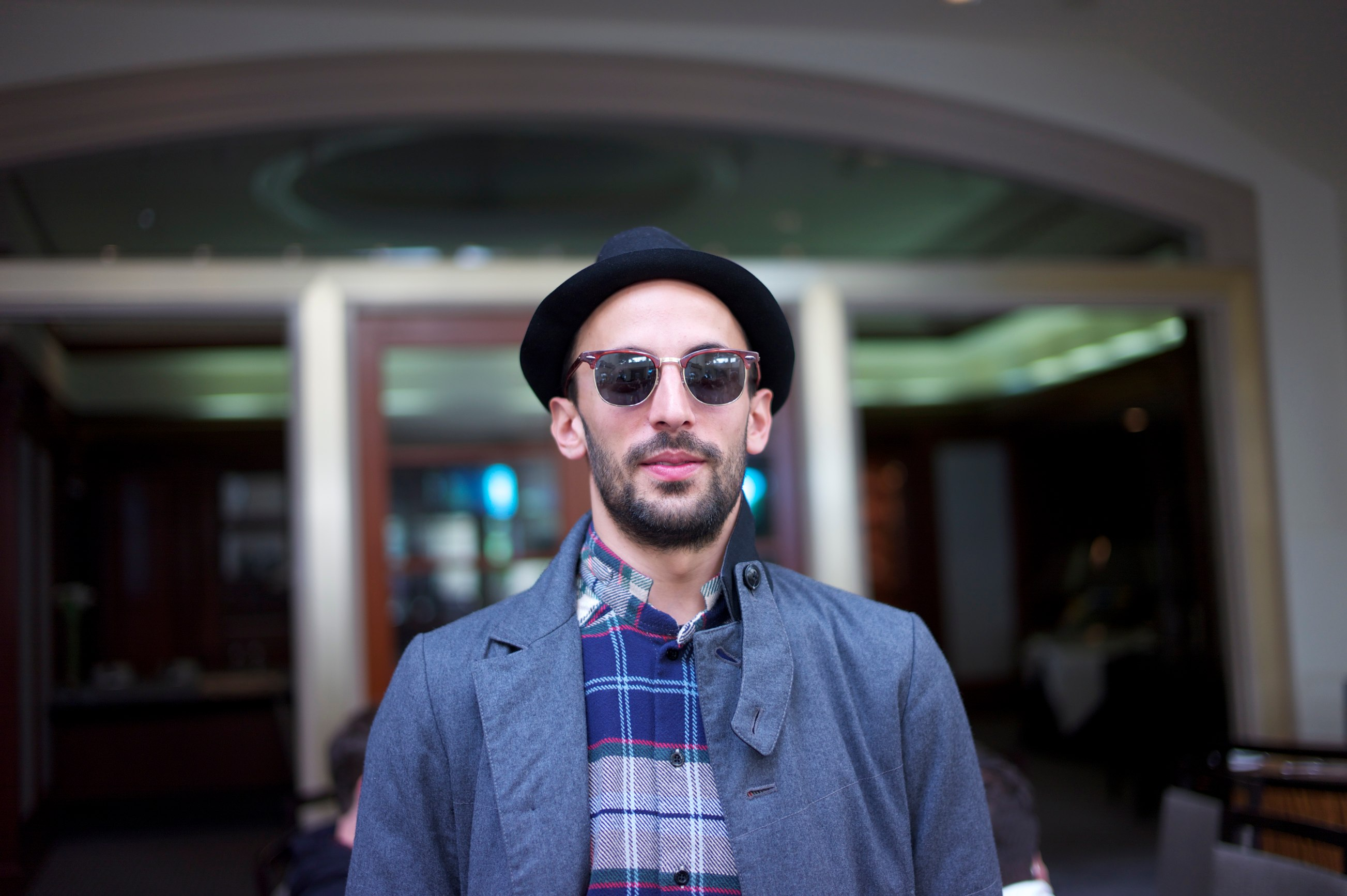
JR, hier 2011

Der Franzose JR, Gewinner des mit 100.000 US-Dollar dotierten TED Prize 2011, nahm an dem Projekt sowohl als Streetartist wie auch als dokumentierender Fotograf teil. Er fotografierte die Wuppertaler heimlich in der Schwebebahn. Die Porträts verarbeitete er zu riesigen Postern, Stickern und Bannern, die er in einer Nacht an die Schwebebahn hängte und klebte. Den mit den Mitteln der Werbeindustrie gewissermaßen zu Stars erhobenen Privatpersonen sollte verdeutlicht werden, dass jeder unter Beobachtung steht. Die Aktion wollte Reaktionen provozieren, zumal die Porträtierten nicht wissen konnten, ob das Ganze legal oder illegal war. Diese Aktion sorgte wie beabsichtigt für erhebliche Irritation und Polarisation und rief die Polizei auf den Plan. Ein Augenzeuge berichtete der Westdeutschen Zeitung: Es ist zwei Uhr in der Nacht, als die Cops ankommen. Warum brauchten sie so lange, frage ich mich in dieser verregneten Nacht. Dabei hängt doch schon ein 24 Quadratmeter großes Schild von der Schwebebahn. Und der Fotograf JR ist mit seinem hellgelben Regenumhang und der Sonnenbrille nicht eben diskret. Nach einigen unschlüssigen Beratungen entschieden die Polizisten schließlich auf Veranlassung des Geschäftsführers der Stadtwerke, die Aktion aus Sicherheitsgründen zu beenden und die Porträts abzuhängen. 10.000 volts are running up there soll der Geschäftsführer als Grund angegeben und wie ein Mantra wiederholt haben.
Im Oktober 2014 überfiel JR die Wuppertaler erneut mit seiner Porträt-Kunst. Im Rahmen des Inside Out Projects wurden 674 Wuppertaler und Wuppertalerinnen unter dem Titel different faces – different views innerhalb von vier Tagen von dem aus Paris angereisten Team mit Hilfe des sogenannten „Photobooths“ (Fototrucks) fotografiert. Die Bilder wurden umgehend als Poster ausgedruckt und an der Außenfassade des alten Weinkontors auf der Friedrich-Ebert-Straße angebracht. Das Projekt wandte sich gegen Rassismus und warb für Toleranz.

### ZEVS: Ich darf die Mauern meiner Stadt nicht beschmutzen (Reverse Graffiti)

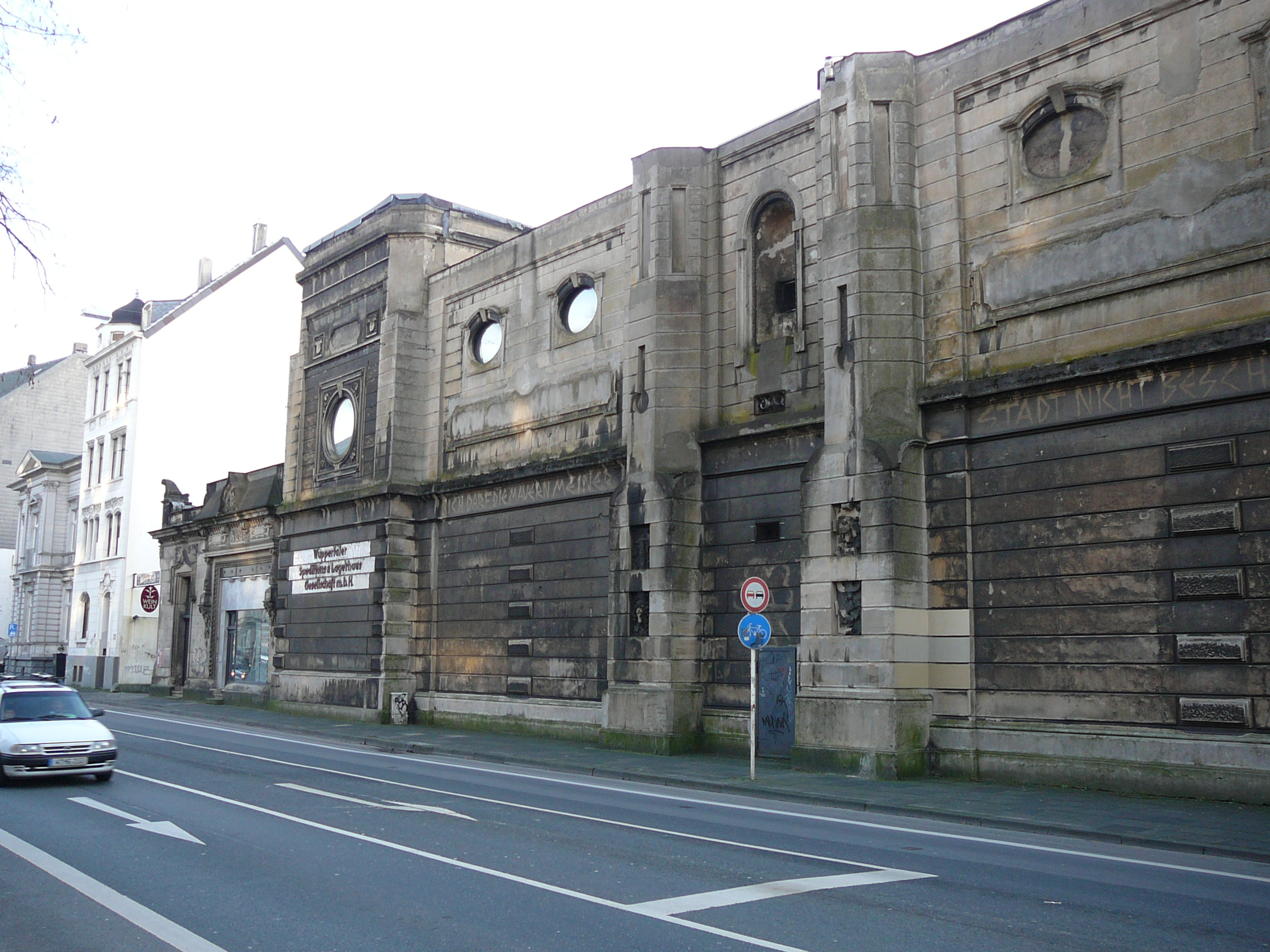
Reverse Graffiti „Ich darf die Mauern meiner Stadt nicht beschmutzen“ an der Küpper-Brauerei

Das Logo von ZEVS

Der französische Künstler ZEVS (gesprochen: Zeus; Christophe Aghirre Schwarz, * 1977), der für seine „visuellen Attacken“ in Form des Adbustings gegen Benetton-Plakate oder das McDonald’s-Logo bekannt ist, verfremdete auch in Wuppertal durch das Aufsprühen einiger Zusätze die Botschaft von Werbeplakaten. Zudem schuf er ein bei Stadtbewohnern und Behörden kontrovers diskutiertes Reverse Graffiti, indem er in den Schmutz einer zur Straße gerichteten Wand in Versalien fünfmal den Satz Ich darf die Mauern meiner Stadt nicht beschmutzen schrieb. Die „Reinigung“ der Mauer im Sinne des Reverse Graffiti nahm er mit einem Hochdruckreiniger vor. Der Linguist Philipp Dreesen stellte zu dem Werk fest, dass den Sätzen das Muster einer schulischen Strafarbeit (mehrmaliges Wiederholen einer Norm bis zum Ende der Fläche/Tafel) zugrunde liegt, das den autoritären und zugleich veraltet wirkenden Charakter der Norm hervorhebt. Damit die Kritik funktioniere, dürfe sich die Semantik der fünf Sätze hinsichtlich ihres ausgesprochenen Verbots nicht ändern, sie müsse sich mit dem Vollzug des Schmutzentfernens decken.
Die visuelle Ähnlichkeit zwischen Graffiti und dem hier eingesetzten Reverse-Graffiti berge, fährt Dreesen fort, ein dreifaches kritisches Potenzial: erstens werde durch das Schreiben im Schmutz die Umweltverschmutzung performativ kritisiert. Zweitens werde ein Vergleich zwischen der ignorierten beziehungsweise akzeptierten Verschmutzung von Flächen durch Abgase etc. und der Verschmutzung der Stadt durch Graffiti hergestellt. Drittens werde die Norm selbst aufgehoben, da gezeigt werde, dass sich immer Mittel finden ließen, öffentlich sichtbare Flächen mit unerwünschten Schriftzeichen zu versehen. Nach Darstellung des einschlägigen Webzines Urbanshit stellte das Werk die Stadt vor ein Problem: Kann und soll sie gegen diese freiwilligen selektiven Reinigungsarbeiten vorgehen? Das Graffito ist nicht mehr vorhanden. Die Mauer, die an der Bendahler Straße im Stadtbezirk Barmen lag, wurde spätestens 2015 abgetragen.

## Weitere Reaktionen und Folgen

### Medien, Bevölkerung, Stadtverwaltung
Die Werke der Künstler wurden zum Teil als provokativ, makaber, morbide und blutrünstig charakterisiert und führten in Wuppertal zu hitzigen Diskussionen, was Kunst ist und wie weit sie in den öffentlichen Raum eindringen darf. Was ist hier passiert? […] Und warum? Ist das Vandalismus? Ein Akt to Reclaim the Streets? Oder Kunst? Die Wuppertaler begannen zu fragen. Die regionalen Medien berichteten und spekulierten zwei Monate lang über die Aktion mit Schlagzeilen wie (die Schlagzeilen sind Zeitungsausschnitten entnommen, die im Film They come at night (siehe unten) gezeigt werden; die Quellen sind im Film nur vereinzelt zu erkennen):
- Die Provokation kam über Nacht.
- Ich darf die Mauern meiner Stadt nicht beschmutzen. (Als Zitat kenntlichgemachte Übernahme des Reverse-Graffiti von ZEVS.) Sub-Headline: Kunst oder Schmiererei? „Guerillakunst“ überrascht Wuppertaler.
- Zu scharf für Wuppertal.
- Streit um Guerillakunst: Bürgernähe oder Stilbruch? Sub-Headline: 22 Künstler spalten die Meinungen der Wuppertaler. Differenzierte Sicht auf mysteriöse Graffiti. (Quelle: Westdeutsche Zeitung (WZ).)
- Es geht um eine Eroberung der Straße. Einleitende Unterzeilen: Die Kunstexpertin Antje Birthälmer sieht in den Werken von JR und Co. Hinweise auf die Brüche und Widersprüche, die die Stadt prägen. (Quelle: WZ.)
- Das Geheimnis der Guerilla-Galerie. Sub-Headline: „JR“ will Wuppertaler mit Kunst konfrontieren.[26]

Die Journalistin Sabina Bartholomäa sprach von Kunst, die vom Himmel fiel. In ihrem Internetforum fragte die Westdeutsche Zeitung (WZ) die Leser nach ihrer Meinung über die „Guerilla-Kunst“. Von 410 WZ-Lesern fanden 80,2 Prozent, die ungewöhnliche Kunst verschönere das Stadtbild, lediglich 19,8 Prozent sprachen sich dafür aus, die „hässlichen Werke“ schnell zu entfernen. Der wenig repräsentative Befund deckt sich mit der Aussage des Künstlers ZEVS über die Reaktionen der Wuppertaler während seiner Aktionen: They were surprised, amused, enthusiastic, but never angry. (Sie waren überrascht, amüsiert, begeistert, aber nie verärgert.) Die Stadtverwaltung entschloss sich nach gleichfalls kontroversen Diskussionen letztlich, einige der Kunstwerke zu bewahren.

### Ausstellungen im Von der Heydt-Museum
Deutliche Auswirkungen hatte das Outsides-Projekt auf die institutionelle Wuppertaler Kunst. Wenige Monate nach der Aktion, im Februar 2007, startete das Von der Heydt-Museum in der Kunsthalle Barmen die erste Wuppertaler – von Rik Reinking kuratierte – Streetart- und Graffiti-Ausstellung unter dem Titel Still on and non the wiser. Ausgestellt wurde unter anderem eine von Os Gêmeos geschaffene Outsides-Skulptur mit einem gelbfarbigen Gesicht. Dabei räumte der Museumsdirektor Gerhard Finckh ein, bis vor kurzem nicht den blassen Schimmer von Street Art und Graffiti gehabt zu haben […], inzwischen aber vom Charme des Temporären begeistert zu sein. Im Jahr 2011 folgte die ebenfalls von Reinking kuratierte Ausstellung Street Art 2 in Wuppertal, auf der Os Gêmeos erneut vertreten waren.

## Dokumentation: Buch und Film
Das Projekt wurde in dem 2008 erschienenen Buch We come at night. A corporate street art attack dokumentiert. Der von Frank Lämmer herausgegebene und im Berliner Gestalten-Verlag erschienene Band liegt nur in englischer Sprache vor. Das Titelblatt (Seite 3) trägt unter der Vorzeile This book is a documentation of die Bezeichnung: OUTSIDES. A Red Bull street art procect. Neben einer Einführung von Martha Cooper und den Reviews Carpe noctem von Jörg Rohleder, Moments of suspicion des Kunsthistorikers Wolfgang Ullrich und A can is a can is can … von Franz Liebl widmet die Dokumentation den beteiligten Künstlern je eigene Kapitel, in denen die Künstler teils selbst zu Wort kommen und ihre Intentionen, Aktionen und Werke in Text und Bild beschrieben werden. Breiten Raum nimmt die Bilddokumentation der Werke und Aktionen ein. Wie das gesamte Projekt wurde auch die Dokumentation von Red Bull gefördert (enabled by Red Bull).
Das Buch enthält zudem als DVD-Beilage den Dokumentarfilm They come at night. Der 28-minütige Film fängt im Stil des Film noir die Atmosphäre der Stadt ein und zeigt die Künstler mit einigen Making-of-Sequenzen bei der Arbeit, darunter die nächtliche Begegnung JRs mit der Polizei unter der Schwebebahn. In dem kommentarfreien Film kommen die Künstler ausführlich zu Wort, ansonsten gibt es neben der sehr dezenten Musikuntermalung lediglich die Geräusche der Stadt. Kurz eingeblendet werden einige verblüffte Mienen und Reaktionen der Wuppertaler. Die deutsch- und französischsprachigen Anteile sind mit englischsprachigen Untertiteln unterlegt. In der Eingangssequenz fährt die Kamera im Eisenbahntunnel an der von Fackeln erleuchteten Armee der verlorenen Seelen entlang. (Buch und Regie: Mario Mentrup, Volker Sattel; O-Ton, Sounddesign, Musik: Nikolaus Woernle; Kamera: Volker Sattel.)